# Roberto Carcelén
Roberto Carcelen, né le 8 septembre 1970 à Lima, est un fondeur péruvien et américain. Il devient le premier sportif péruvien à participer aux Jeux olympiques d'hiver.

## Biographie
Il rencontre sa femme Kate en ligne en 2003 et se rend à Seattle aux États-Unis, où il devient consultant pour Microsoft. À l'âge de 34 ans, il apprend à skier sous les conseils de sa femme et se prend à rêver de participer aux Jeux olympiques. Au Pérou, il pratiquait le surf et le triathlon et n'avait jamais connu la neige. En 2007, il donne naissance à son premier enfant, Francesca, puis commence le processus de qualification pour les prochains jeux olympiques. Il remplit son objectif son objectif de devenir le premier athlète péruvien à prendre part aux Jeux olympiques d'hiver, en 2010 à Vancouver, où en tant que porte-drapeau de sa délégation, il se classe 94e du quinze kilomètres libre. Il avait peu avant les jeux appris que sa mère a développé un cancer du foie et cela l'a vidé de son énergie.
Carcelen se qualifie aussi pour les Jeux olympiques d'hiver de 2014, à Sotchi, mais trois semaines avant la compétition, il se blesse sérieusement à l'entraînement, en Autriche, se brisant des côtes, puis développe aussi des problèmes respiratoires. Le docteur lui déconseille de faire le déplacement en Russie, mais Carcelen en pensant à l'impact potentiel de sa participation aux jeux au Pérou décide de prendre le départ du quinze kilomètres. Malgré la douleur et un parcours très difficile et risqué, le Péruvien parvient à rallier l'arrivée, tout en brandissant le drapeau de son pays, dix minutes après que l'avant-dernier Dachhiri Sherpa ait franchi la ligne. Le vainqueur Dario Cologna a même attendu 28 minutes pour prendre le fondeur péruvien dans les bras. Il prend alors sa retraite sportive.
En 2015, il crée la Roberto Carcelen Foundation pour aider les jeunes péruviens à accéder à une éducation informatique. Il lui est plus tard diagnostiqué la maladie de Parkinson et  rechausse même les skis en vue des Jeux olympiques de 2022 et pour soutenir la recherche contre cette maladie.